# Thu thập dữ liệu mẫu
Thu thập dữ liệu mẫu là quá trình lấy mẫu tín hiệu để đo các điều kiện vật lý trong thế giới thực và chuyển đổi các mẫu kết quả thành giá trị số kỹ thuật số có thể được thao tác bằng máy tính. Các hệ thống thu thập dữ liệu, được viết tắt bằng các chữ viết tắt là DAS hoặc DAQ, thường chuyển đổi dữ liệu dạng sóng tương tự thành các giá trị kỹ thuật số để xử lý. Các thành phần của hệ thống thu thập dữ liệu bao gồm:
- Cảm biến, để chuyển đổi các thông số vật lý thành tín hiệu điện.
- Mạch điều hòa tín hiệu, để chuyển đổi tín hiệu cảm biến thành dạng có thể chuyển đổi thành giá trị kỹ thuật số.
- Bộ chuyển đổi dữ liệu tương tự sang dữ liệu số, để chuyển đổi tín hiệu cảm biến có điều kiện sang giá trị kỹ thuật số.

Các ứng dụng thu thập dữ liệu mẫu thường được kiểm soát bởi các chương trình phần mềm được phát triển bằng nhiều ngôn ngữ lập trình mục đích chung khác nhau như hợp ngữ, BASIC, C, C ++, C #, Fortran, Java, LabVIEW, Lisp, Pascal, v.v. Các hệ thống thu thập dữ liệu độc lập thường được gọi là bộ ghi dữ liệu.
Ngoài ra còn có các gói phần mềm nguồn mở cung cấp tất cả các công cụ cần thiết để thu thập dữ liệu từ các thiết bị phần cứng khác nhau, điển hình cụ thể. Những công cụ này đến từ cộng đồng khoa học nơi thử nghiệm phức tạp đòi hỏi phần mềm nhanh, linh hoạt và thích ứng. Các gói đó thường phù hợp tùy chỉnh nhưng các gói DAQ tổng quát hơn như Hệ thống thu thập dữ liệu tích hợp tối đa có thể dễ dàng tùy chỉnh được và được sử dụng trong một số thí nghiệm vật lý trên toàn thế giới.